# All-Star Game LNB 1994
Le All-Star Game LNB 1994 est la 8e édition du All-Star Game LNB. Il s’est déroulé le 6 mars 1994 au palais des sports de Tours. L’équipe des All-Stars étrangers a battu l’équipe des All-Stars français (110-108). Malgré la défaite, Hervé Dubuisson est élu MVP. Il est le meilleur marqueur  de la rencontre (30 points).

## Effectifs

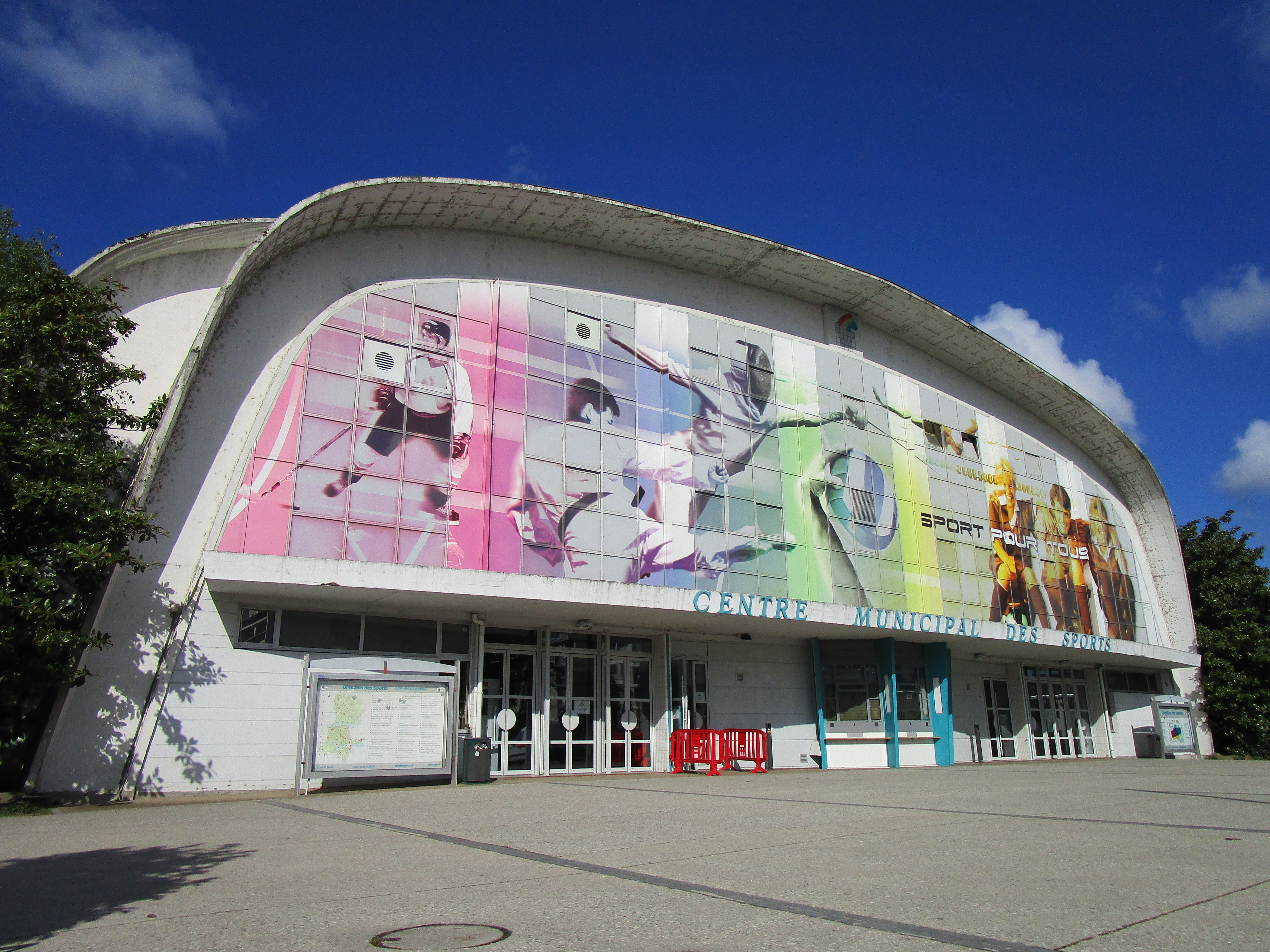
L'évènement s'est déroulé au Palais des sports de Tours.

### All-Stars français
- Jim Bilba (Limoges)
- Yann Bonato (PSG Racing)
- Richard Dacoury (Limoges)
- Hervé Dubuisson (Sceaux)
- Frédéric Forte (Limoges)
- Marc M'Bahia (Limoges)
- Stéphane Ostrowski (Antibes)
- Antoine Rigaudeau (Cholet)
- Moustapha Sonko (Gravelines)
- Entraîneurs : Božidar Maljković (Limoges) et Jean-Luc Monschau (Dijon)

### All-Stars étrangers
- Don Collins (La Rochelle)
- Skeeter Henry (Dijon)
- Bill Jones (PSG Racing)
- George Montgomery (Antibes)
- David Rivers (Antibes)
- Delaney Rudd (Asvel)
- José Vargas (Cholet)
- Michael Young (Limoges)
- Marcus Webb (Pau-Orthez)
- Entraîneurs : Laurent Buffard (Cholet) et Jacques Monclar (Antibes)

## Faits notable
- Avec 12 449 voix, Michael Young (Limoges) arrive en tête du scrutin organisé dans les salles, sur Minitel, dans L’Équipe et Maxi-Basket pour élire les joueurs du All-Star Game (15 932 votes exprimés). Michael Young devance Antoine Rigaudeau de Cholet (11 368 voix) et Stéphane Ostrowski d’Antibes (11 193 voix).
- La rencontre est diffusée en direct le dimanche après-midi sur France 3, commentée par Patrick Montel et André Garcia.
- Elle se dispute en deux mi-temps de 20 minutes.
- Hervé Dubuisson, 36 ans, termine la rencontre avec 30 points (10/18 aux tirs, 7/10 à trois-points) et 4 passes décisives.
- Skeeter Henry est le meilleur marqueur de la sélection étrangère avec 24 points (11/17). Il ajoute 9 rebonds et 6 passes.
- En lever de rideau, une sélection espoirs de Pro B domine une sélection espoirs de Pro A 75 à 67. Éric Cavelier (ALM Évreux) est le meilleur marqueur du match (21 points).